# Hörnle (Naturschutzgebiet)
Das Hörnle ist ein vom Regierungspräsidium Stuttgart am 19. Dezember 2000 durch Verordnung ausgewiesenes Naturschutzgebiet auf dem Gebiet der Gemeinde Roigheim im Landkreis Heilbronn.

## Lage
Das 20 ha große Schutzgebiet liegt südwestlich von Roigheim und umfasst im Wesentlichen den linken, südexponierten Talhang der Geschworenen-Holz-Klinge und deren Talgrund. Es gehört zum Naturraum 128-Bauland innerhalb der naturräumlichen Haupteinheit 12-Neckar- und Tauber-Gäuplatten.

## Schutzzweck
Schutzzweck ist laut Schutzgebietsverordnung „der Erhalt und die Entwicklung zur Verbesserung der Standortverhältnisse und Herstellung optimaler Gegebenheiten insbesondere großflächiger Trockenrasenbereiche; von Trockenmauern und Steinriegeln als Zeugnissen früherer Bewirtschaftung; von thermophilem Wald [sowie] einer markanten Muschelkalkklinge.“